# Ringmuur

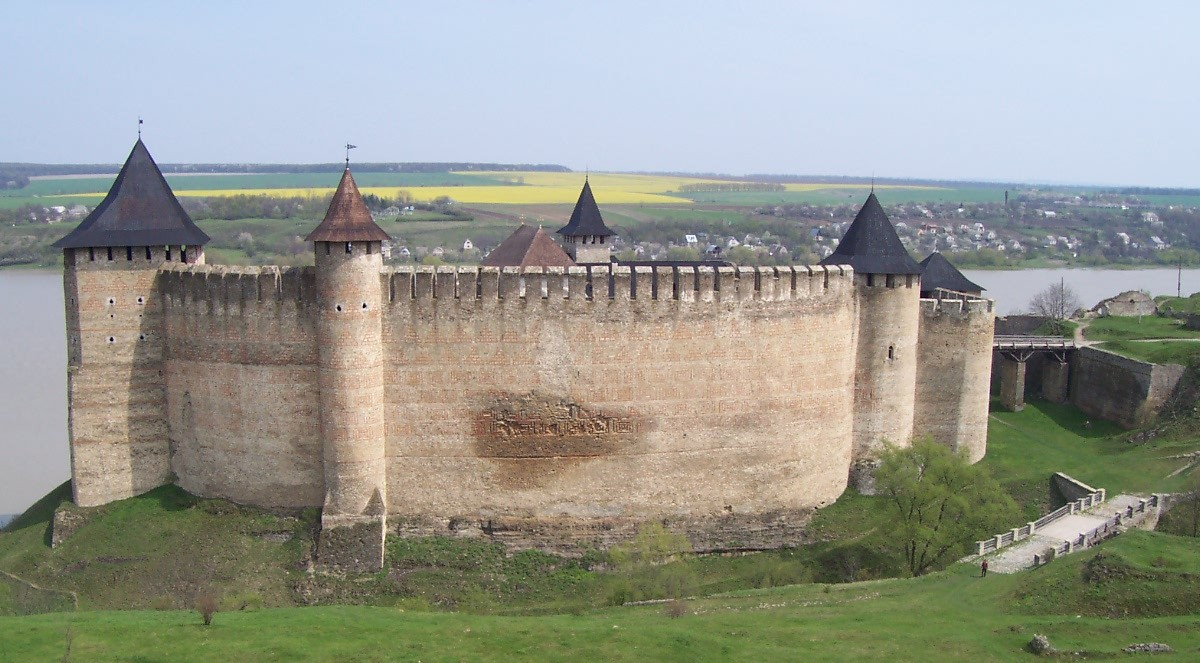
Ringmuur van de vesting Chotyn, (Oekraïne).

Een ringmuur of omsluitingsmuur is een weermuur die een kasteel of een vergelijkbaar verdedigingswerk ringvormig omsluit.

## Geschiedenis
Een ringmuur kan als vrijstaand geheel of in verband met de buitenmuren van een zelfstandig complex gebouwd zijn.
De muur biedt het achtergelegen gebied niet slechts passieve bescherming, maar is in de regel door de aanleg van weergangen (en meestal van kantelen voorzien) en door schietgaten gedekte beschermingsposities ook een wezenlijk bestanddeel van verdediging.
Het uiterlijk van een ringmuur vormt samen met de muurtorens het aanzien van een burcht. De grondvorm van een ringmuur is bij kastelen gebouwd op een natuurlijk verhoging zoals een heuvel of berg, aan het landschap aangepast en onregelmatig polygonaal van vorm. Kastelen die op een vlak land zijn aangelegd hebben een regelmatiger vorm en zijn ook wel rechthoekig aangelegd, wat bijvoorbeeld het geval is bij een concentrische burcht.
Vanaf de 12e eeuw werd de ringmuur geleidelijk als dwingelmuur ter bescherming ingevoerd. Deels konden deze – afhankelijk van de soort en grootte van het te verdedigen object − uit meerdere systemen van muren (bijvoorbeeld als dwingel) bestaan. De ruimte werd ook wel gebruikt voor het houden van honden, wilde zwijnen, beren, of in tijden van nood kon het vee daar worden ondergebracht. Later in de baroktijd werd de ruimte meestal als lusthof ingericht. Als de vijand de muur doorbroken had, kon de verdediger de aanvallers omsingelen en insluiten vanaf het kasteel.

## Ringwalburcht

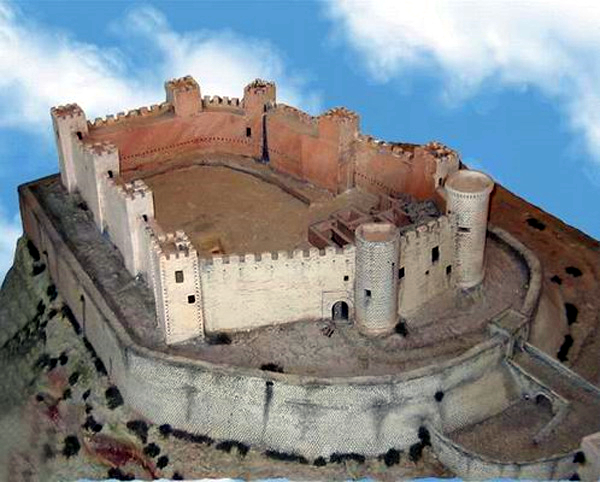
Castillo de Elda (Alicante, Spanje), een ringwalburcht uit de 13e eeuw.

Bij de indeling van kastelen vanuit architectonische gezichtspunt spreekt men over een ringwalburcht, wanneer de ringmuur grotendeels als een onafhankelijke structuur de vorm van het kasteel domineert. De overige gebouwen van het kasteel bevinden zich in dit geval als ongeordende gebouwen binnen de ringmuur verspreid of kunnen, als deze lager dan de muur zijn, ook wel, voorzien van een lessenaarsdak, tegen de binnenkant van de ringmuur aan gebouwd zijn.
Er bestaan uitzonderingen op de klassieke ringwalburcht. Daarbij nemen de buitenmuren van het hoofdgebouw de functie van een ringmuur over, maar is toch weer verbonden met een omringende muur (voorbeeld: Huis Bergh). Tussen beide vormen bestaan vele overgangen. Ook bij de verschillende bouwfasen van een kasteel kan een stapsgewijze overgang plaatsvinden.

## Variaties
Met een schildmuur wordt een bijzonder soort ringmuur bedoeld, welke door zijn kenmerkende hoogte als een soort schild het hoofdgebouw beschermt. In tegenstelling tot de ringmuur beschermt een schildmuur slechts een kwetsbare kant van het kasteel. Deze muur was uitzonderlijk sterk en hoog (tot wel vijf meter dik en soms meer dan dertig meter hoog).